# 全席死刑 -LIVE BLACK MASS 東京-
『全席死刑 -LIVE BLACK MASS 東京-』は、聖飢魔IIの第三十一教典でD.C.18年（2016年）4月13日に発布された、ミサ教典（ライブ盤）としてはD.C.14年（2012年）12月12日発布の『121212 -再集結大黒ミサ-』以来9枚目となる大教典。

## 概要
2015年に地球デビュー30周年を迎えた聖飢魔IIは、同年9月から11月にかけて全席死刑 TOURを行った。
ツアーファイナルとなった10月19日の東京国際フォーラム公演の模様を収録。
初回盤はスリーブケース仕様となっている。

## 収録曲

### DISC 1
1. 開演前陰アナウンス
2. 恐怖のPrologue
3. 聖飢魔IIミサ曲第I番 魔王凱旋
4. 地獄の皇太子
5. ROCK IN THE KINGDOM
6. Talk-1
7. BREAKDOWN INNOCENCE
8. 恐怖のレストラン
9. THE OUTER MISSION
10. 地獄への階段 -完結編-
11. Talk-2
12. LUNATIC PARTY
13. BAD AGAIN 〜美しき反逆〜
14. Talk-3

### DISC 2
1. FROM HELL WITH LOVE
2. G.G.G.(ゲゲゲの鬼太郎のテーマ)
3. 少女の声が聴こえるとか…（次の曲の前説）
4. 蠟人形の館
5. Talk-4
6. 有害ロック
7. Talk-5
8. 秘密の花園
9. 1999 SECRET OBJECT
10. Talk-6
11. FIRE AFTER FIRE
12. 終演後陰アナウンス

## 関連活動絵巻教典（DVD/Blu-ray）
- 全席死刑 -LIVE BLACK MASS 東京- (D.C.18年(2016年)6月15日発布)

## 演奏者（ブックレット上の表記に準ずる）
- H.E. DEMON KAKKA - Vocals & Chairman
- S.G. LUKE TAKAMURA - Guitars & Background Vocals
- E.M. JAIL O'HASHI - Guitars & Background Vocals
- H.H. RAIDEN YUZAWA - Drums
- Dr. XENON ISHIKAWA - Bass
- WRECTOR. H - Keyboards & Backingground Vocals